# پسیکتریا دماغه
پسیکتریا دماغه (نام علمی: Psychotria capensis) نام یک گونه از تیره روناسیان است.